# Euxesta australis
Euxesta australis är en tvåvingeart som beskrevs av Erwin Lindner 1928.
Euxesta australis ingår i släktet Euxesta och familjen fläckflugor. Inga underarter finns listade i Catalogue of Life.